# Adju
Adju 一詞源自排灣語，中文音譯作阿嘟、阿督。是排灣語對摯友的稱呼。

## 詞源
Adju源於排灣語，與東排灣族使用之Langi相同。

這原本是生理女性姊妹、閨蜜間的互稱，在族中演變出第二個語意，指代性別氣質較陰柔的男同志。

目前學術界對於Adju的研究極少，指標性的研究只有少數幾篇。

## 認同與社群
台灣原住民大部分信仰基督教，部分部落因為教會對教義的解釋而對同性婚姻、跨性別等議題態度較保守

。排灣族部落中的同志社群率先以該詞互相稱呼

，作為其身份認同凝聚感情

。
在台灣因跨文化傳播而有其他排灣族以外的原住民或非原住民使用者。

雖然被使用該詞彙稱呼的人大部分同時也喜歡男性，但當它作為一種性向認同時，其內涵不完全等於男同志，更接近跨性別異性戀。

## 流行文化
有些台灣原住民藝術家與自媒體創作者開始使用該詞，凝聚相同身份認同者或向大眾推廣性別平等的概念。

### 音樂創作

#### 展演與活動
- Adju阿督音樂節：為排灣社會中性別氣質不符合主流期待者發聲而舉辦的音樂節。[10]
- 歌手阿爆（阿仍仍）的演唱會“嘟，會女聲”以該詞命名，意指演唱會為「屬於不分性別的好姐妹們的音樂聚會」。[11]

#### 歌曲
- 2020年，布萊克薛薛創作的歌曲〈阿嘟不能輸〉。
- 2021年，舞炯恩·加以法利得創作的歌曲〈ADU〉。

### 自媒體

#### Youtube
- 阿嘟主義：為《布萊克薛薛》頻道裡與阿拉斯（Arase）共同主持的YouTube其中一個節目。

## 延伸閱讀
- Mata Taiwan关于Adju的文章 （页面存档备份，存于）
- 董晨晧(2013)。婚姻平權與原住民族有何相干？
- 董晨晧(2016)。為何部落將心比心的「愛」，在反婚姻平權中蕩然無存？
- 原住民族文化事業基金會关于Adju的文章 （页面存档备份，存于）
- 大屏共讀在關鍵評論網的文章 （页面存档备份，存于）
- BBC关于部落同婚議題的報導 （页面存档备份，存于）
- 瑪達拉．達努巴克著.〈在處境脈絡中的認識原住民性別〉 （页面存档备份，存于）
- 學位論文:「姊妹」在北排灣族長老教會處境之民族誌研究
- 女生可以勇敢，男生也可以柔弱嗎？我們是阿督，「姊妹」在部落裡的自在空間 （页面存档备份，存于）
- 董晨晧(2021)。排灣族adju校攻略。性別平等教育季刊
- 董晨晧(2020)。Adju：排灣族的跨性別「姊妹」。載於趙恩潔主編，南方的社會，學（上）：她者亦是共同體。台北:左岸文化。
- 董晨皓(2019)。大法官釋字第748號之後的戰火延燒。GANLINIA 甘里尼亞人間觀察集，1，57-60。
- 董晨皓(2017)。「姊妹」在北排灣族長老教會處境之民族誌研究(碩士論文)。國立高雄師範大學，高雄。
- 董晨晧(2014) 。巴比為妳／你祈禱:性別教育融入戲劇教學。論文發表於回顧與前瞻—性別平等教育法立法十週年學術研討會，高雄。
- 董晨晧(2017)。山林間的彩虹佳麗：北排灣的基督徒「姊妹」。論文發表於「民主多元的南方社會」學術研討會，高雄。
- 董晨晧(2018)。聖經說的都對嗎？我如何引導部落的孩子獨立思考「婚姻平權」。關鍵評論。 （页面存档备份，存于）